# Borate de phénylmercure
Le borate de phénylmercure est un composé chimique de formule C6H5HgOB(OH)2. Il s'agit un borate organomercuriel solide, jadis utilisé comme antiseptique topique, soluble dans l'eau, l'éthanol et le glycérol.
Il a été utilisé jusque dans les années 1990 comme substance active de désinfectants et de produits de traitement des plaies de la peau, de la bouche et de la gorge, mais d'autres substances  lui sont préférées en raison de sa contribution possible à l'intoxication au mercure.